# 恰尼
恰尼（匈牙利語：Csány），是匈牙利赫维什州所辖的一个村。总面积47.89平方公里，总人口2279，人口密度47.6人/平方公里（2011年1月1日）。